# Calassodia tutelata
Calassodia tutelata är en orkidéart som först beskrevs av Richard Sanders Rogers, och fick sitt nu gällande namn av Mark Alwin Clements. Calassodia tutelata ingår i släktet Calassodia och familjen orkidéer. Inga underarter finns listade i Catalogue of Life.